# Helene (Pferd)
Helene (* 1785 in Dobel; † 20. Mai 1812) war das Lieblingspferd des württembergischen Königs Friedrich I.

## Leben
Helene soll nicht nur stark genug gewesen sein, um den fülligen Landesherrn zu tragen, sondern, nachdem eine andere Aufstiegshilfe nicht mehr genutzt werden konnte, auch dazu abgerichtet worden sein, niederzuknien, um Friedrich I. aufsitzen zu lassen.
Die schon recht bejahrte Stute erkrankte im Frühjahr 1812 plötzlich und starb trotz aller Bemühungen der Tierärzte rasch. Angeblich hatte Friedrich I. denjenigen, der ihm die Botschaft vom Tod des Pferdes überbringen würde, mit einer Drohung belegt, weshalb ein Gärtner ihm nur mitteilte, das Pferd fresse, saufe und atme nicht mehr, und dem König die Schlussfolgerung, dass es dann tot sein müsse, selbst überließ.
Zwei Tage später wurde die Stute unter militärischen Ehren und in Anwesenheit der gesamten Hofdienerschaft im Freudentaler Wald zu Grabe getragen. Der Grabstein, den Friedrich I. für Helene errichten ließ, wurde unter seinem Nachfolger Wilhelm I. vom Grab der Stute entfernt und verkauft. Er diente bis 1961 als Torpfosten an der Einfahrt eines Bauernhofes in Löchgau. Nachdem er von der Gemeinde Freudental zurückgekauft und restauriert worden war, wurde er im Stutenweg in Freudental aufgestellt.

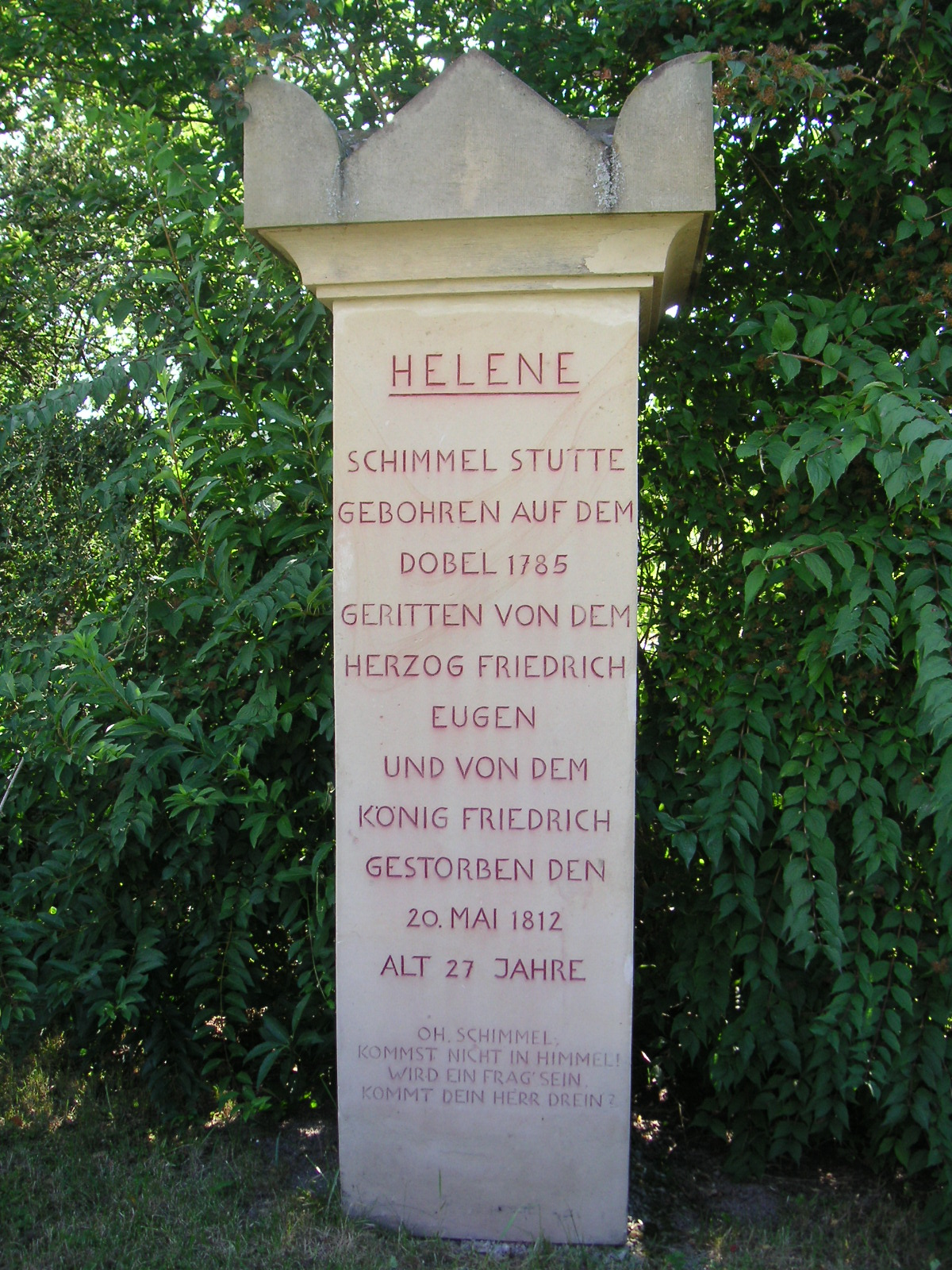
Helenes Grabstein

Der Stein trägt eine größere Inschrift mit einigen Lebensdaten des Pferdes und eine kleinere, offenbar nachträglich angebrachte, in der ihr einstiger Besitzer verspottet wird:
Oh, Schimmel,

kommst nicht in Himmel.

Wird ein Frag' sein:

Kommt dein Herr drein?